# Marcel-René Krügel
Marcel-René Krügel (né le 31 janvier 1893 à Noiraigue et mort le 3 avril 1973 à Travers) est un entrepreneur et homme politique suisse membre du Parti libéral suisse. Il est le gouverneur suisse de l'Ordre des Chevaliers du Saint-Sépulcre à Jérusalem.

## Biographie
Marcel Krügel, fils de l'entrepreneur Ferdinand Krügel et de Mina Schopfer, a étudié à l'École de commerce de Neuchâtel, puis à l'Université de Neuchâtel. En 1944, il rejoint l'entreprise familiale, une usine de pierres fines pour la production de montres.
Krügel est président de l'Association suisse des fabricants de pierres d'horlogerie et scientifiques (ASFPH) et vice-président de l'Union suisse des branches annexes de l'horlogerie (UBAH), une association de fabricants de composants de l'industrie horlogère suisse. Il est membre de l'assemblée des délégués et du bureau central de la Chambre suisse de l'horlogerie basée à La Chaux-de-Fonds. Il est également rédacteur en chef du magazine La Suisse horlogère. Krügel est colonel dans le huitième régiment d'infanterie 1939 à 1945 et à la tête de la Brigade frontalière 2 de l'armée suisse de 1944 à 1950.
De 1953 à 1981, Krügel est gouverneur de la Lieutenance suisse de l'Ordre des Chevaliers du Saint-Sépulcre à Jérusalem.

## Politique
De 1926 à 1933 et de 1944 à 1968, Krügel est conseiller communal dans son village natal de Travers. De 1933 à 1940, il représente également le canton de Neuchâtel au Conseil national, la chambre basse de l'Assemblée fédérale suisse.